# María Corda
María Corda (Mária Antónia Farkas, 4 de maio de 1898 — 15 de fevereiro de 1976) foi uma atriz húngara e uma estrela da era do cinema mudo na Alemanha e na Áustria.